# پروانه‌ماهی اریتره
پروانه‌ماهی اریتره (نام علمی: Chaetodon paucifasciatus) نام یک گونه از سرده پروانه‌ماهی است.